# 그웰럽 크로아티아 SC
그웰럽 크로아티아 SC(Gwelup Croatia Soccer Club)는 1988년에 창단된 서호주 퍼스(Perth)의 그웰럽(Gwelup)에 연고를 둔 호주의 세미프로 축구단이다. 
그웰럽 크로아티아는 현재 풋볼 웨스트 스테이트 리그 1에 소속되어 있으며 경기는 그웰럽의 크로아티아 스포츠 컴플렉스에서 진행된다. 또한 메트로폴리탄 리그, 마스터스 리그, 레이디스 리그, 주니어스 팀에서도 소속되어 있다. 클럽은 호주-크로아티아 축구 토너먼트에 정기적으로 참여한다.
2018년에는 FFA 컵 에서 32강 에 진출했었다.